# 山名神社天王祭舞楽
山名神社天王祭舞楽（やまなじんじゃてんのうさいぶがく）は、静岡県周智郡森町飯田に伝わる民俗芸能の舞楽。7月14日、15日に最も近い土日に行われる山名神社の祭典（天王祭）の折り、境内の舞殿で奉納される。

## 概要
各地の寺社に伝承されている稚児を主体とした舞楽の一つであるが、風流が舞楽化している点には他に例を見ない特徴がある。「八初児」「神子舞」「鶴」「獅子」「迦陵頻」「龍」「蟷螂」「優填獅子」の8曲が舞われるが、舞い手が鶴、竜、蟷螂などの作りものを頭にいただく姿、また「竜の舞」の途中、柱によじ登り逆さになりえびぞる動作をするなど、小国神社の舞楽や天宮神社の十二段舞楽とは対照的な、正統舞楽とは趣きを異にした独特の特徴がある。
1974年（昭和49年）12月4日記録作成等の措置を講ずべき無形の民俗文化財に選択され、1982年（昭和57年）1月14日には、小国神社の舞楽および天宮神社の十二段舞楽とともに遠江森町の舞楽として重要無形民俗文化財に指定された。